# Ernst Fleischl von Marxow
Ernst Fleischl von Marxow (ur. 5 sierpnia 1846 w Wiedniu, zm. 22 października 1891 tamże) – austriacki lekarz, fizjolog.

## Życiorys
Urodził się w 1846 roku w Wiedniu. Syn Karla von Fleischla-Marxowa (1818–1893) i Idy z domu Marx (1824-1899). Ojciec, syn Samsona Fleischla i Sary Kohner, był kupcem i bankierem, tytuł szlachecki otrzymał od 1875 roku. Dziadek od strony matki Lipmann Marx był kupcem w Monachium i Pradze. Wujem Ernsta był fizjolog Johann Nepomuk Czermak. 
Fleischl studiował medycynę w Lipsku i Wiedniu, ukończył studia w 1870 roku. Karierę naukową zaczął jako asystent Ernsta Wilhelma von Brückego, potem był prosektorem w instytucie anatomicznym Uniwersytetu Wiedeńskiego u Carla von Rokitansky’ego. W 1873 został Privatdozentem i asystentem przy katedrze fizjologii. W 1874 roku otrzymał tytuł doktora. W 1880 mianowany profesorem nadzwyczajnym, a w 1887 wybrano go na członka korespondenta Cesarskiej Akademii Nauk w Wiedniu (Akademie der Wissenschaften in Wien). Był kawalerem orderu Franciszka Józefa.
Pracując w instytucie anatomicznym podczas przeprowadzania jednej z autopsji nabawił się infekcji, która doprowadziła do konieczności amputacji kciuka. Mimo wielu prób podejmowanych przez Theodora Billrotha, nie udało się uśmierzyć dolegliwości bólowych. Fleischl zdecydował się wtedy porzucić fizjologię i wrócił do laboratorium Brückego, wcześniej pracując przez rok razem z Carlem Ludwigiem w Lipsku.
Fleischl przez wiele lat cierpiał z powodu powikłań zabiegu amputacji, i uzależnił się od morfiny. Jednym z przyjaciół Fleischla był Sigmund Freud, który badał w tym czasie efekty stosowania kokainy. Freud zaproponował mu stosowanie kokainy w celu wyjścia z morfinizmu, ale Fleischl wpadł w jeszcze większe uzależnienie od kokainy i zmarł w 1891 roku w wieku zaledwie 45 lat, wyniszczony przez chorobę i narkotyki. Nie założył rodziny. Freud, który spędził wiele nocy przy łóżku cierpiącego przyjaciela, wspominał jego śmierć jako jedno z najbardziej wstrząsających doświadczeń swojego życia.
Fleischl został pochowany na Cmentarzu Centralnym w Wiedniu, w sektorze żydowskim (Gr.6/29/89).
Dwa lata po śmierci wydano jego dzieła zebrane, z przedmową Sigmunda Exnera. W 1898 roku w auli Uniwersytetu Wiedeńskiego odsłonięto płaskorzeźbę Fleischla autorstwa Ernsta Fuchsa, dar brata Ottona von Fleischla.
W 1997 roku ukazała się biografia uczonego.

## Dorobek naukowy
Głównym obszarem zainteresowań Fleischla była neurofizjologia. Dokonał przełomowego odkrycia, że bodźce pobudzające narządy zmysłów powodują zmiany rozkładu potencjałów rejestrowanych z powierzchni głowy badanego pacjenta. Z nieznanych powodów nie opublikował swoich wyników, zamiast tego zamykając je w sejfie bankowym z instrukcją upublicznienia ich w 1883 roku. W tym samym czasie niezależnie do odkryć mających stanowić podstawę elektroencefalografii dokonali Richard Caton i Adolf Beck.
W 1886 roku opatentował hemoglobinometr.

## Wybrane prace
- Ueber den Bau der Sogenannten Schilddrüse, des Frosches. Sitzungsberichte der Kaiserlichen Akademie der Wissenschaften (1868)
- Ueber den Bau einiger sog. Drüsen ohne Ausführungsgänge. Sitzungsb. d. k. Akad. d. Wissensch., Wien. 1869
- Eine Lücke in Kant's Philosophie. Wien, 1872
- Untersuchung über die Gesetze der Nervenerregung. Sitzungsberichte der Kaiserlichen Akademie der Wissenschaften, Wien (1875-80)
- Die Doppelte Brechung des Lichtes in Flüssigkeiten. Wien, 1884
- Die Deformation der Lichtwellenfläche im Magnetischen Felde. Wien, 1885
- Die Bedeutung des Herzschlages für die Athmung; eine neue Theorie der Respiration dargestellt für Physiologen und Ärzte (1887)
- Mittheilung, betreffend die Physiologie der Hirnrinde. Zentralbl. Physiol (1890)
- Gesammte Abhandlungen (Exner, ed.) Wien, 1893